# منزل منطقي نزاد
منزل منطقي نزاد (بالفارسية: خانه منطقی‌نژاد) هو منزل تاريخي يعود إلى عصر القاجاريون، ويقع في شيراز.